# Sinistrosis
La sinistrosis, en psicología, es un síndrome psíquico que se observa en algunos sujetos que han sido víctimas de accidentes, catástrofes de guerras o cualquier experiencia altamente traumática. El sujeto que sufra de sinistrosis se considera a sí mismo como incapaz de realizar cualquier trabajo. A veces parece existir una clara motivación derivada de la posibilidad de indemnización.
El síndrome no siempre remite tras un litigio exitoso.
Estos individuos suelen presentar ausencia de angustia patológica, se aquejan de afectación de órganos relacionados con el trabajo previo al sufrimiento del trauma con conservación paradójica de otras funciones, suelen tener mala disposición a ser objeto de entrevistas médicas, exploraciones, buscan compensaciones económicas.